# Federico II de Suabia
Federico II de Suabia (1090-6 de abril de 1147), llamado el tuerto, fue el segundo Hohenstaufen como duque de Suabia desde 1105. Fue el hijo mayor de Federico I de Suabia e Inés de Babenberg.
En 1121 se casó con Judith de Baviera, miembro de la poderosa casa Guelfa. En 1125 tras la muerte del emperador Enrique V, su tío materno, Federico II contendió para ser elegido como Rey de Romanos con el apoyo de su hermano menor Conrado, duque de Franconia y otras casas. Pero perdió la elección frente a Lotario III, coronado emperador en 1133 por el papa Inocencio II.

## Descendencia
Sus hijos con Judith de Baviera (1103-1131) fueron:
Federico III (1122-1190) duque de Suabia y emperador del Sacro Imperio Romano como Federico I Barbarroja.
Bertha (1123-1195) casada con Matías I duque de Lorena.
Con Inés de Saarbrúcken (¿-1147) fueron:
Conrado (1134-1195) conde Palatino del Rin.
Jutta (1135-1191) casada con Luis II Margrave de Turingia.

## Sucesión
| Predecesor: Federico I | Duque de Suabia 1105-1147 | Sucesor: Federico III |